# Aatxe

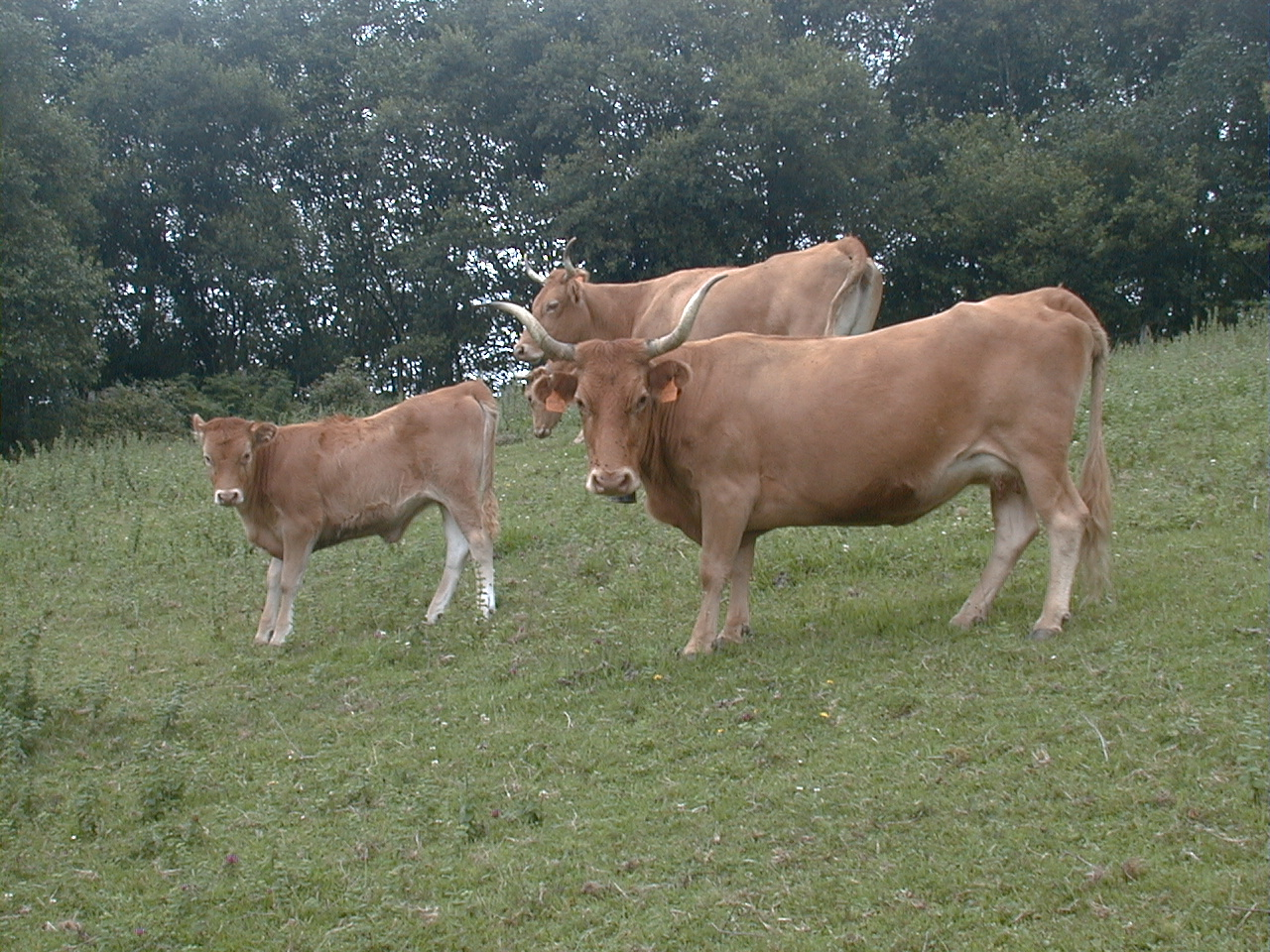
Batizu, plemeno skotu z Baskicka

Aatxe (někdy také bývá nazýván Beigorri, Aatxegorri a nebo Aatexegorrila) je duch z lidové mytologie Baskického lidu. Jeho jméno doslova znamená "Mladý Býk", a někdy bývá známý jako Etsai. Je to duch, který obývá jeskyně, a má podobu mladého rudého býka. Aatxe je také měňavcem, díky tomu někdy na sebe bral podobu člověka. V noci za bouřlivého počasí vylézal ze svého úkrytu a útočil na zločince a jiné zlomyslné lidi. Také chránil lidi tím, že je přiměl být doma, když bylo poblíž nebezpečí.
Lidé se domnívají, že Aatxe je zástupcem bohyně Mari, nebo mohl být vymahačem její vůle vůči lidem, kteří ji podvedli, a ty následně trestal. Lidé věřili, že Aatxe obývá jeskyně a prohlubně; v mnoha z nich (Isturits, Sare, Errenteria, a mnoha dalších) byly nalezeny rytiny a malby zobrazující tury, býky a voly, což vede k myšlence, že tento Baskický mýtus má své kořeny již v Paleolitu.

## V populární kultuře
Aatxe je jméno rohatého stínového monstra ve hře Guild Wars.
Dne 12. prosince 2014 byl Aatxe přidán do populární hry na chytré telefony pod jménem Disco Zoo.
Ve filmu Poslední Jednorožec z roku 1982 je netvor, který se nazývá Rudý býk a který má mnoho společného s Aatxem. Mezi tyto podobnosti patří obydlí v jeskyni, vylézání z jeskyní v noci a označení jako duch podle postavy jménem Princ Lir.